# Nicoletto da Modena

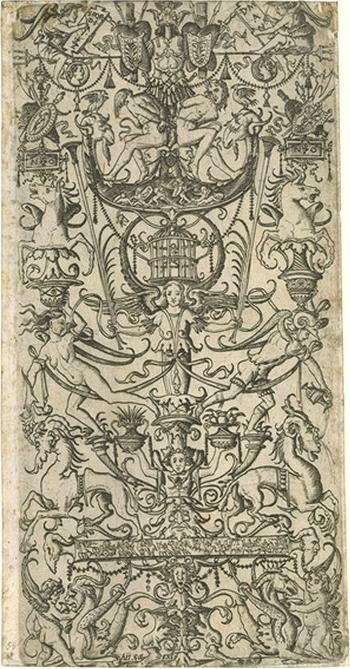
Grutescos publicados por Antonio de Salamanca, ca. 1500-1512. Están entre los primeras ilustraciones de la Domus Aurea que se divulgaron por la imprenta. No obstante, más que del modelo antiguo parecen derivar más bien de los diseños de Pinturicchio

Nicoletto da Modena (nacido en Módena a finales del siglo XV) fue un artista italiano del Renacimiento, cuya obra se localiza en las primeras décadas del siglo XVI. También se le nombra como Nicoletto Rosex o Rossi da Modena. Con el nombre de Nicholas o Nicolas de Modene, de Modena, of Modena, Modesne o le Modesne, y también con el apellido Belin o Bellin, un artista italiano trabajó en las cortes de Francisco I de Francia y Enrique VIII de Inglaterra. Las fuentes historiográficas no establecen con certeza si debe identificarse esa pluralidad de nombres como los de un solo personaje o como los de dos diferentes, y en algún caso incluso mezclan su identificación con la de otro pintor de datos mejor establecidos: Niccolò dell'Abbate. En ningún caso debe confundirse con Jacques-Nicolas Bellin, geógrafo ilustrado francés (1703-1772).
Se ha propuesto identificar al pintor y grabador "Nicoletto da Modena" o "Nicoletto Rossi da Modena" con un "Nicoletto" mencionado en documentos de la corte de Ferrara entre 1481 y 1491. Aparece localizado en Roma en 1507, y su fecha de madurez se considera 1511. Lodovico Vedriani le definió como pittore insigne massime in prospettiva, e valente incisore nel rame ("pintor insigne máximo en perspectiva y diestro grabador en cobre").
No se han conservado sus obras pictóricas, pero sí 78 grabados firmados OPVS NICOLETI MODENENSIS ROSEX, OP NICOLETI DE MUTINA, OP. NI. MODENENSIS. Entre las obras datadas hay un Juicio de Paris o cuatro mujeres desnudas (1500), una copia de un grabado de Durero (1497), y un San Antonio Abad (1512). Los grabados datados en fechas anteriores a 1500 (como Hércules y Anteo y Vulcano forjando las alas de Eros) se asocian al círculo de Andrea Mantegna (de donde derivan sus modelos iconográficos), y se caracterizan por su trama diagonal densa.
Las fechas propuestas para "Nicholas Bellin of Modena" son algo más tardías (ca. 1490-1569). En las décadas de 1530 y 1540 un "Nicholas de Modene" o "Nicolas de Modena" trabajó en la corte de Francisco I de Francia en Fontainebleau, como escultor, realizador de máscaras, organizador de espectáculos y autor de un retrato mitologizado del rey (controvertido por su carácter andrógino -virago-) y de un libro de horas. Consta que la habilidad y diligencia de tal Messer Nicolo excedía a la de los demás colaboradores de Francesco Primaticcio (Francois Primatice). Un "Nicholas of Modena" trabajó en la corte inglesa de Enrique VIII realizando un retrato del rey (posiblemente una estatuilla policromada) e incluso como "arquitecto", al menos en obras de arquitectura efímera (una "torre de Babilonia" para las navidades de 1550 -ya en el reinado de Eduardo VI-).